# Kiril Yovovich
Kiril Yovovich   (Sofia, 29 de desembre de 1905 - 9 de febrer de 1976) fou un futbolista búlgar de la dècada de 1920.
Fou 3 cops internacional amb la selecció búlgara amb la qual participà en els Jocs Olímpics d'Estiu de 1924.
Pel que fa a clubs, defensà els colors de Levski Sofia.